# Judit Neddermann
Judit Neddermann i Vinaixa, més coneguda pel nom artístic de Judit Neddermann, (Vilassar de Mar, 27 de març de 1991) és una cantautora catalana. Formà part dels grups de música The Gramophone Allstars, Verd i Blau, Clara Peya, Luzazul i Coetus. És germana de la també cantautora Meritxell Neddermann.
El 2014 llançà el disc en solitari Tot el que he vist (Temps Record). Rebé el Premi Descobertes del festival Strenes i el VII Premi Miquel Martí i Pol, del certamen Terra i Cultura (per la versió musical del poema El fugitiu, de Miquel Martí i Pol). Aquell mateix any enregistrà amb el Quartet Brossa un arranjament del cicle complet de lieder Viatge d'hivern de Franz Schubert, amb poemes de Wilhelm Müller en versió traduïda al català per Miquel Desclot.
El 2016 publicà el segon àlbum, anomenat justament Un segon, amb vuit lletres pròpies, un poema de Daniel Vidal-Barraquer i Castells i una versió de Mikel Laboa. L'àlbum fou escollit com a millor disc del 2016 segons els lectors de la revista La tornada. La cançó «Mireia», inclosa en el segon treball, fou guardonada amb el Premi Enderrock de 2016 per votació popular en la categoria Millor cançó de cançó d'autor.
L'any 2018 publicà el seu tercer àlbum, Nua, una obra plena de confidències dels seus sentiments més íntims. El 2019 va col·laborar en la cançó «Este segundo» del disc #ELDISCO d'Alejandro Sanz, premiat amb el Grammy de Pop Llatí. El novembre 2019 va publicar Present, un disc de nadales produït en col·laboració amb la seva germana Meritxell Neddermann.

## Discografia

### En solitari
- Tot el que he vist (Temps Record, 2014)
- Un segon (Satélite K, 2016)
- Nua (Satélite K, 2018)
- Aire (Universal Music / Música Global, 2021)

### Amb Meritxell Neddermann
- Present (Satélite K, 2019)

### Amb Quartet Brossa
- Viatge d'hivern de Franz Schubert (La mà de Guido, 2014)[14]